# Estándar de tiempo
Un estándar de tiempo es una especificación para medir el tiempo: bien la medida a la que pasa el tiempo, o puntos en el tiempo, o ambos. En la actualidad, varias especificaciones de tiempo han sido oficialmente reconocidas como estándares, donde antiguamente eran asuntos de la costumbre y la práctica. Un ejemplo de un tipo de estándar de tiempo puede ser una escala de tiempo, que especifica un método para la medición de divisiones de tiempo. Un estándar para el tiempo civil puede especificar tanto intervalos de tiempo como la hora del día.
Las mediciones estandarizadas de tiempo se hacen usando un reloj para contar los periodos de algunos cambios cíclicos, que pueden ser los cambios de un fenómeno natural o de una máquina artificial.
Históricamente, los estándares de tiempo se basan a menudo en el período de rotación de la Tierra. Desde fines del siglo XVII hasta el siglo XIX se dio por supuesto que la tasa de rotación diaria de la Tierra era constante. Las observaciones astronómicas de varios tipos, incluyendo los registros de eclipses, estudiados en el siglo XIX, levantaron las sospechas de que la tasa a la cual la Tierra gira está disminuyendo gradualmente y también muestra irregularidades a pequeña escala, lo que fue confirmado en el siglo XX. Los estándares de tiempo basados en la rotación de la Tierra fueron reemplazados (o inicialmente complementados) para uso astronómico a partir de 1952 con un tiempo de efemérides estándar basado en la período orbital de la Tierra y en el movimiento de la Luna. La invención en 1955 de reloj atómico de cesio ha conducido a la sustitución de los estándares de tiempo antiguos y puramente astronómicos, para la mayoría de los propósitos prácticos, por los estándares de tiempo más recientes basados total o parcialmente en el tiempo atómico.
Varios tipos de segundos y días se utilizan como el intervalo de tiempo básico para la mayoría de las escalas de tiempo. Otros intervalos de tiempo (minutos, horas y años) se definen generalmente a partir de estos dos.

## Estándares de tiempo basados en la rotación de la Tierra
Tiempo solar verdadero se basa en el día solar, que es el período entre un mediodía solar (paso del Sol real a través de un meridiano) y el siguiente. Un día solar es de aproximadamente 24 horas de tiempo medio. Debido a que la órbita de la Tierra alrededor del sol es elíptica y debido a la oblicuidad relativa del eje de la Tierra para el plano de la órbita (la eclíptica), el día solar aparente varía unas pocas docenas de segundos por encima o por debajo del valor medio de 24 horas. A medida que la variación se acumula en unas pocas semanas, hay diferencias tan grandes como de 16 minutos entre el tiempo solar verdadero y el tiempo solar medio (ver Ecuación de tiempo). Sin embargo, estas variaciones se anulan a lo largo del año. Hay también otras perturbaciones tales como la oscilación de la Tierra, pero estas son de menos de un segundo al año.
Tiempo solar medio fue originalmente el tiempo solar verdadero corregido por la ecuación de tiempo. El tiempo solar medio se deriva a veces, especialmente en el mar para fines de navegación, mediante la observación del tiempo solar verdadero y luego añadiéndole una corrección de cálculo, la ecuación de tiempo, lo que compensa las dos irregularidades conocidas, causadas por la excentricidad de la órbita de la Tierra y la oblicuidad del ecuador de la Tierra y el eje polar a la eclíptica (el cual es el plano de la órbita de la Tierra alrededor del sol).
Tiempo sideral es el tiempo para las estrellas. Una rotación sideral es el tiempo que tarda la Tierra en dar una vuelta con respecto a las estrellas, aproximadamente 23 horas 56 minutos 4 segundos. Para trabajos de precisión astronómica en tierra, era habitual observar el tiempo sideral en lugar de la hora solar para medir el tiempo medio solar, debido a que las observaciones de estrellas "fijas" podían ser medidas y reducidas con mayor precisión que las observaciones del sol (a pesar de la necesidad de hacer varias pequeñas compensaciones, la refracción, la aberración, la precisión, nutación y movimiento propio). Es bien sabido que las observaciones del Sol constituyen obstáculos importantes para el logro de la precisión en la medida. En el pasado, antes de la distribución de señales horarias precisas, era parte de la rutina de trabajo en cualquier observatorio el observar los tiempos siderales de paso por el meridiano de "estrellas seleccionadas" (con posición y movimiento conocidos), y utilizar estos para corregir los relojes de funcionamiento del observatorio local de tiempo sidéreo medio; pero hoy en día el tiempo sideral local es normalmente generado por ordenador, basándose en señales de tiempo.
Tiempo medio de Greenwich (GMT) fue originalmente el tiempo medio deducido de las observaciones meridianas tomadas en el Real Observatorio de Greenwich. El meridiano principal de este observatorio fue elegido en 1884 por la Conferencia Internacional del Meridiano como el primer meridiano. GMT, ya sea por ese nombre o como el "tiempo medio de Greenwich", solía ser un estándar de tiempo internacional, pero ya no es así; pasó a llamarse inicialmente en 1928 como Tiempo Universal (UT) (en parte como resultado de las ambigüedades derivadas del cambio de la práctica de comenzar el día astronómico en la medianoche en vez de a mediodía, adoptado el 1 de enero de 1925). La versión redefinida más actual de UT, UT1, sigue siendo en realidad el tiempo medio de Greenwich. El tiempo medio de Greenwich es todavía el tiempo legal en el Reino Unido (en invierno, y una vez ajustado una hora para el horario de verano). Pero el tiempo universal coordinado (UTC) (una escala basada en el tiempo atómico en el que se mantiene siempre dentro de 0,9 segundos de UT1) es de uso común actual en el Reino Unido y el nombre GMT es a menudo erróneamente utilizado para referirse a ella.
Tiempo Universal (UT) es una escala de tiempo basada en el día solar medio, que se define para ser lo más uniforme posible a pesar de las variaciones en la rotación de la Tierra.
- UT0 es el tiempo de rotación de un lugar particular de observación. Se observa como el movimiento diurno de las estrellas o de fuentes extraterrestres de radio.
- UT1 se calcula mediante la corrección de UT0 por el efecto del movimiento polar en la longitud del sitio de observación. Esto varía de uniformidad debido a las irregularidades en la rotación de la Tierra.

## Estándares de tiempo para los cálculos de movimiento de los planetas
Tiempo de efemérides y de sus escalas de tiempo sucesoras que se describe a continuación, han sido destinadas para el uso astronómico, por ejemplo en los cálculos de movimiento planetario, con fines de uniformidad incluyendo, en particular, la libertad de las irregularidades de rotación de la Tierra. Algunas de estas normas son ejemplos de escalas de tiempo dinámico y/o de escalas de tiempo coordinado.
- Tiempo de efemérides (ET) fue de 1952 a 1976 un nivel de escala de tiempo oficial de la Unión Astronómica Internacional. Era una escala de tiempo dinámico basado en el movimiento orbital de la Tierra alrededor del Sol, del que se deriva la segunda efemérides definida como una fracción del año tropical. Esta segunda efemérides era el estándar para el segundo SI desde 1956 hasta 1967, y fue también la fuente para la calibración del reloj atómico de cesio. Este tiempo de efemérides estándar era no relativista y no cumplía con las crecientes necesidades de la relatividad de las escalas de tiempo coordinado. Fue usado en los almanaques y efemérides planetarias oficiales desde 1960 hasta 1983 y fue reemplazado en los almanaques oficiales de 1984 y siguientes, por las numéricamente integradas Jet Propulsion Laboratory Development Ephemeris DE200 (basadas en la escala de tiempo coordinado relativista de JPL Teph).

## Estándares de tiempo construidos
Tiempo Atómico Internacional (TAI) es la principal norma internacional de tiempo por el cual se calculan otros estándares de tiempo, incluido UTC. TAI es mantenida por el OIPM (Oficina Internacional de Pesas y Medidas) y se basa en la conjunción de muchos relojes atómicos en todo el mundo, cada uno corregido por efectos ambientales y relativistas.
Tiempo universal coordinado (UTC) es una escala de tiempo atómico diseñada para aproximarse al horario universal. UTC difiere de TAI por un número entero de segundos. UTC se mantiene dentro de 0,9 segundos de UT1 por la introducción de pasos de un segundo a UTC, el "segundo intercalar". Hasta la fecha estos pasos siempre han sido positivos.
Huso horario o Tiempo civil en una región se desvía una cantidad fija, por lo general un número entero de horas, de algún tipo de tiempo universal, ahora generalmente UTC. El desplazamiento se elige de manera que un nuevo día comienza aproximadamente mientras que el sol está en el punto más bajo. Como alternativa, la diferencia no es realmente fija, sino que cambia dos veces al año una cantidad redonda, por lo general una hora; ver horario de verano.